# Julián Campo
Julián Campo Sainz de Rozas (ur. 19 czerwca 1938 w Getxo) – hiszpański ekonomista i polityk, parlamentarzysta, w latach 1982–1985 minister robót publicznych i urbanistyki.

## Życiorys
Absolwent ekonomii na Uniwersytecie Complutense w Madrycie, specjalizował się w zakresie inżynierii przemysłowej. W czasach studenckich dołączył do antyfrankistowskiej organizacji FELIPE. Pracował w sektorze prywatnym w Gwatemali i Salwadorze. Pod koniec lat 60. powrócił do Hiszpanii, podejmując zatrudnienie w inspekcji finansowej i podatkowej. Był wicedyrektorem instytutu studiów podatkowych w resorcie gospodarki i handlu oraz dyrektorem szkoły finansów i podatków w ministerstwie finansów.
W połowie lat 70. wstąpił do Hiszpańskiej Socjalistycznej Partii Robotniczej. Na początku lat 80. był attaché finansowym w ambasadzie Hiszpanii w USA. Od grudnia 1982 do lipca 1985 sprawował urząd ministra robót publicznych i urbanistyki w pierwszym rządzie Felipe Gonzáleza. W 1986 z ramienia socjalistów uzyskał mandat posła do Kongresu Deputowanych III kadencji, z którego zrezygnował jeszcze w tym samym roku. Również w 1986 wszedł w skład rady dyrektorów Banku Hiszpanii, w której zasiadał do 1990. Obejmował różne stanowiska w sektorze prywatnym. Pełnił funkcję przewodniczącego CEPES, platformy utworzonej przez część działaczy PSOE. W 1994 powołany na radcę do spraw finansowych w ambasadzie Hiszpanii w USA.